# Кафявоглава чучулига
Кафявоглава чучулига (Eremopterix signatus) е вид птица от семейство Чучулигови (Alaudidae).

## Разпространение и местообитание
Разпространен е в Етиопия, Кения, Сомалия, Судан и Южен Судан.